# مارسیا کی. جانسن
مارسیا کی. جانسن (انگلیسی: Marcia K. Johnson؛ زادهٔ ۱۹۴۳ میلادی) یک روان‌شناس آمریکایی و استاد فعلی دانشگاه ییل با رتبهٔ پروفسور استرلینگ روان‌شناسی است. وی پیش از این، استاد دانشگاه پرینستون و دانشگاه استونی بروک بود.
شهرت او به واسطهٔ پژوهش‌هایش در زمینهٔ حافظه انسان است و بیشتر تمرکز پژوهشی او بر روی اجزاء تفکر، خودآگاهی، مکانیسم‌های حقیقت‌گویی و خاطرات تحریف‌شده، اختلالات حافظه (ناشی از یادزدودگی)، آسیب به لوب قدامی مغز، سالخوردگی و رابطهٔ مابین هیجان و شناخت بوده‌است.
وی همچنین برندهٔ جوایزی همچون «جایزهٔ انجمن روان‌شناسی آمریکا»  و کمک‌هزینه گوگنهایم شده‌است و از سال ۲۰۱۴ عضو آکادمی ملی علوم است.
وی هم‌اکنون رئیس «آزمایشگاه حافظه و شناخت» (MEMlab) در دانشگاه ییل است و با استفاده از روش‌های رفتاردرمانی شناختی و اف‌ام‌آرآی به تحقیق دربارهٔ ماهیت حافظه و شناخت در انسان می‌پردازد.